# Себа (острова)
Острова Себа (также Саваби или архипелаг «Семь братьев») — архипелаг в Джибути в Баб-эль-Мандебском проливе. Архипелаг состоит из шести островов, а седьмой «брат» — это вулканический холм на северной оконечности полуостров Рас-Сийян.